# 横手市立大森中学校
横手市立大森中学校（よこてしりつ おおもりちゅうがっこう）は、秋田県横手市大森町にかつて存在した公立中学校。

## 概要
大森中学校は、旧大森中学校・八沢木中学校・川西中学校・坂部中学校の統合によって1968年（昭和43年）に開校した学校であったが、2012年（平成24年）に雄物川中学校・大雄中学校と共に横手明峰中学校へと統合され、閉校した。
校舎は鉄筋コンクリート構造の3階建て。設計を佐々木設計事務所、施工は横手建設・時田電機・山二施設工業が行った。
旧大森町域の全域を通学区域とする地域唯一の中学校となっていたが、2013年の統合によって旧雄物川町・旧大雄村域も合わせた広域な通学区域となった。

## 沿革

### 略歴
1947年4月1日に施行された学校教育法により「中学校」が設けられることになり、旧大森町内には3つの中学校（旧大森中学校・八沢木中学校・川西中学校）が誕生した。ただ、当初は財政上の問題などから中学校の独立校舎を建設するのに難航し、旧大森中は大森小、八沢木中は八沢木東小、川西中は川西小に併設する形で開校している。旧大森中は1954年、八沢木中は1949年、川西中は1952年に独立校舎が竣工している。
八沢木中は開校と共に2つの分校（西分校・坂部分校）を設けたが、西分校は1949年に廃止、坂部分校は1961年に独立し、坂部中学校となった。坂部中は、分校時代と同様に坂部小に併設されており、大森中へ統合されるまで独立校舎が完成することはなかった。
1968年4月、旧大森中学校・八沢木中学校・川西中学校・坂部中学校の統合校として「大森中学校」が発足。発足時点では各校舎にて授業を行っていたが、坂部中（坂部小に併設）については大森中発足と同年の4月27日、火災により校舎が全焼したため、坂部中の生徒はスクールバスによって大森校舎（旧大森中）へと通学することとなった。1970年に統合大森中の校舎が竣工したことにより統合が完了した。
統合大森中は大森公園に近接する町営グラウンドに校舎を建設することが1968年7月8日に決定、坂部小・中校舎の全焼もあり、町議会はすみやかに統合を進めた。
しかし、少子化などによって横手市（2005年合併）西部地域の大森中を含む3校は再編され、2012年4月に横手明峰中学校へと統合し、閉校した。

### 年表
以下、注釈の無い項目は『大森町郷土史（1981年）』の情報によるもの。
- 1947年4月1日 - 学校教育法により前身となる以下の学校が創立。
  - 大森町立大森中学校、八沢木村立八沢木中学校（西分校、坂部分校）、川西村立川西中学校
- 1949年
  - 4月3日 - 八沢木中、独立校舎が竣工[注 2]。西分校を廃止。
- 1950年12月23日 - 八沢木中、体育館が竣工。同月29日に校舎落成式を挙行。
- 1952年9月9日 - 川西中、独立校舎が竣工[注 3]。
- 1954年2月24日 - 大森中、独立校舎が竣工。
- 1955年
  - 4月1日 - 町村合併により八沢木中は「大森町立」を冠するようになる。
  - 9月20日 - 川西中、体育館が竣工。
- 1956年1月14日 - 町村合併により川西中も「大森町立」を冠するようになる。
- 1957年6月15日 - 大森中、体育館が竣工。同年11月19日、校舎落成式を挙行。
- 1960年12月 - 八沢木中、武道冬季分校を設置。（1962年12月2日解消、寄宿舎へ。）
- 1961年4月1日 - 八沢木中坂部分校が独立し、大森町立坂部中学校が創立。
- 1968年
  - 4月1日 - 「大森町立大森中学校」として発足[注 4]。
  - 4月27日 - 坂部校舎が全焼。
  - 5月6日 - 同日より坂部校舎の生徒は、スクールバスで大森校舎へと通学。
  - 7月13日 - 統合大森中、校舎建設工事に着工。
  - 11月1日 - 坂部校舎の生徒は大森公民館（山下学館、現・大森地区交流センター分館）内の仮寄宿舎に全員入寮。
- 1970年
  - 3月20日 - 校舎竣工。
  - 4月1日 - 実質統合完了。
  - 6月1日 - 旧大森中を改築して寄宿舎へ。
  - 10月12日 - 体育館竣工。
  - 11月10日 - 竣工式および祝賀会を挙行。校旗、校歌を制定し、この日を開校記念日を定めた。
- 1972年8月2日 - プール竣工。
- 2012年
  - 2月4日 - 閉校記念式典挙行[10]。
  - 3月31日 - 閉校。

## 校歌
- 作詞：佐々木四郎[1]
- 作曲：藤長太郎[1]

## 著名な卒業生
- 上田準二（実業家）